# Dole (lófajta)
A fajtának két típusa van, a Dole Gudbransdal és a Dole Trotter. A norvégiai Gudbrandsal-völgyben tenyésztették, és málhahordásra, valamint mezőgazdasági munkákra alkalmazták őket.

## Története
A Dole fajta a Gubdrandsdal völgyből, az Osló és az Északi-tenger partját összekötő régióból származik. Valószínűleg a Dole leszármazottja a fríznek, mivel hasonló a felépítésük. A gudbrandsal-i típus őse feltehetően a ma már kihalt Erdei ló(Equus ferus silvaticus), melyet később angol telivérrel és Dole ügetővel kereszteztek.

## Jellemzői
A fajta testtömege 540-630 kilogramm, magassága 150-160 centiméter. Színe lehet fekete, barna néha pej, szürke, és szürkésbarna. Néhány egyednek ritkán fehér jegyek vannak a fején és a lábain, ez inkább az ügető típusra jellemző. A feje nehéz, nyaka rövid és izmos, mellkasa széles és mély, válla erős, izmos és dőlt. Háta hosszú, fara széles, izmos és enyhén lejt. Lábai rövidek, de erősek és izmosak, patái kemények.

## Hasznosítása
A Gudbransdal típusát igáslóként hasznosítják, míg a Trotter típusát mezőgazdaságban és közlekedésben, valamint az ügetőversenyeken használják.

## Fordítás
- Ez a szócikk részben vagy egészben  a   Dole Gudbrandsdal című angol Wikipédia-szócikk fordításán alapul.  Az eredeti cikk szerkesztőit annak laptörténete sorolja fel. Ez a jelzés csupán a megfogalmazás eredetét és a szerzői jogokat jelzi, nem szolgál a cikkben szereplő információk forrásmegjelöléseként.